# BBK Electronics
BBK Electronics Corporation Ltd. је кинески међународни конгломерат. Специјализован је за развој производа потрошачке електронике као што су смартфони, таблет рачунари, паметни сатови, паметни телевизори, Хај-Фај опрема, Blu-ray плејери и дигитални фото-апарати. Један је од највећих произвођача смартфона на свету.